# Mike Delfino
Michael "Mike" Delfino è un personaggio della serie televisiva Desperate Housewives.

## Personaggio
Mike è un uomo dal carattere deciso, viene spesso sottolineato il suo lato introverso, infatti inizialmente non socializzava molto con gli altri, anche se alla fine stringerà un buon rapporto di amicizia con gli abitanti del quartiere, specialmente con Carlos Solis, che per un breve periodo sarà suo coinquilino. Mike è gentile e corretto nei confronti degli altri, cerca sempre di essere leale e non sopporta le persone disoneste, inoltre è anche sensibile e altruista, nonostante tutto però dimostra di avere dei problemi di autocontrollo, che spesso lo spingono a gesti estremi. Fa l'idraulico di professione, inoltre suona bene la chitarra. Nel corso della serie ha avuto delle storie sentimentali con tre abitanti del quartiere (Susan Mayer, Edie Britt e Katherine Mayfair) ma la sua vera amata fino alla fine della serie rimarrà Susan, con la quale avrà un bambino, Maynard detto M.J.
All'inizio della serie ha vissuto al 4356 di Wisteria Lane, e al 4353 dopo il matrimonio con Susan.

## Trama
Mike ha vissuto un'infanzia difficile a causa del padre, che picchiava sempre la madre. Le cose si fecero più difficili quando il padre venne arrestato per aver ucciso un suo collega di lavoro e, dopo questo accaduto, Mike e la madre si trasferirono dal nonno Maynard. La gente iniziava a guardare male Mike, visto che ai loro occhi era solo il figlio di un assassino. Nel periodo dell'adolescenza, Mike iniziò a frequentare delle cattive compagnie come Deidre Taylor, una ragazza che lo spinse nel tunnel della droga. I due facevano uso di sostanze stupefacenti e le rivendevano. Mike si tirò fuori dal giro mentre Deidre continuò. La ragazza si mise in affari con un poliziotto corrotto che prendeva parte del guadagno ma l'agente iniziò ad abusare della ragazza. Mike prese le sue difese e dopo una colluttazione lo uccise. Mike finì in prigione, non dicendo la verità per non mettere Deidre nei guai e dopo aver scontato del tempo in prigione, Mike si sposa ma la moglie muore prematuramente. Deidre scompare e il padre, Noah Taylor, chiede a Mike di indagare trasferendosi a Wisteria Lane.

## Storia

### Prima stagione
Mike Delfino si trasferisce al 4356 di Wisteria Lane nell'episodio pilota, presentandosi come un idraulico, e attirando l'attenzione di molte donne del quartiere, soprattutto Edie Britt e Susan Mayer. Benché sia venuto a Wisteria Lane con l'intento di indagare sulla sparizione di Deidre, inevitabilmente finisce con l'innamorarsi di Susan, con la quale intraprende una relazione. Mike scopre che Deidre è morta, i sospetti portano al suo vicino di casa, Paul Young, dunque lo porta in un luogo isolato per ucciderlo ma Paul confessa che a uccidere Deidre è stata la sua defunta moglie, Mary Alice, Deidre aveva venduto ai coniugi suo figlio per avere denaro così da acquistare altra droga, Mary Alice la uccise quando Deidre si presentò da loro per riprendersi il figlio Zach. Mike è incredulo in quanto Zach è suo figlio biologico nato da una precedente relazione fra lui e Deidre, dunque risparmia la vita a Paul dato che ha cresciuto suo figlio.

### Seconda stagione
Mike confessa a Susan che Zach è suo figlio, poi la lascia quando scopre che Susan aveva esortato Zach ad abbandonare la città per tenerlo lontano da sua figlia Julie per la quale provava una certa ossessione. A Noah rimane poco da vivere quindi Mike convince Paul a lasciare a Zach il permesso di frequentare suo nonno, in caso contrario Noah avrebbe potuto fare del male a Paul colpevole di aver nascosto il cadavere di Deidre. Mike e Susan sono ancora innamorati l'uno dell'altra, cosa che diventa evidente quando Mike prende le difese della donna quando lei e il suo nuovo fidanzato hanno un acceso alterco per la strada. Quando Edie dà fuoco alla casa di Susan, Mike la invita a vivere da lui, ma l'ex marito Karl, desideroso di riconquistare la moglie, le compra una casa, e questo lo porterà a prendere a pugni Karl accusandolo di voler comprare e manipolare Susan. Quest'ultima decide di tornare con Mike, inoltre gli consiglia di andare da un suo amico dentista, Orson Hodge, dato che Karl gli aveva scheggiato un dente. Orson si sente a disagio in presenza di Mike, il quale ha la strana sensazione di conoscerlo. Orson investe Mike con la sua auto, proprio quando l'uomo stava per chiedere a Susan di sposarlo.

### Terza stagione
Dopo sei mesi di coma sotto osservazione all'ospedale perdendo i ricordi degli ultimi due anni, Edie inizierà a corteggiarlo, lei e Mike si metteranno insieme, specialmente perché non desidera più avere a che fare con Susan dopo aver saputo che, poco prima che Mike si risvegliasse, aveva iniziato a frequentare un altro uomo, Ian. Edie lascerà Mike quando verrà arrestato, essendo accusato dell'omicidio di Monique Poulier, che aveva scritto sulla mano il numero di telefono di Mike. Su esortazione di Susan, Gabrielle chiede a Zach di pagargli la cauzione avendo ereditato tutti i soldi di Noah dopo la morte di quest'ultimo. Per far fronte alle spese di casa, Mike accetta di prendere il suo vicino di casa, Carlos Solis, come coinquilino. Seguendo un programma di ipnoterapia inizia a ricordare Susan e l'amore che provava per lei, inoltre rammenta di quando conobbe Monique, la quale aveva il suo numero di telefono per un lavoro di idraulica, inoltre rammenta che poco dopo la morte della donna vide Orson in casa sua mentre era intento ad occultare il cadavere di Monique. Mike capisce di aver fatto uno sbaglio a lasciare Susan, quindi lui e Ian iniziano a rivaleggiare per lei, ma Ian alla fine si metterà da parte comprendendo che Susan ama Mike in un modo in cui non amerà mai lui. Mike e Susan finalmente tornano insieme e riusciranno a sposarsi con una cerimonia privata.

### Quarta stagione
Adam Mayfair annuncerà a Mike e Susan che quest'ultima è incinta. Purtroppo Mike avrà problemi di dipendenza dalla droga, a causa del danno fisico e emotivo dovuto al coma, inoltre lavora molto per dare a Susan e al bambino un buon tenore di vita, avendo preso atto che per un umile idraulico non è facile mettere su famiglia in un quartiere borghese come quello di Wisteria Lane, sarà compito di Orson dargli gli anti-dolorifici. Susan, con la minaccia di lasciarlo e di non fargli vedere il bambino, lo costringerà a ricoverarsi in una clinica di riabilitazione. Quando uscirà dalla clinica si scuserà con Orson per averlo messo nella posizione di dargli le pillole mettendo a rischio il suo lavoro, ma Orson sentendosi in colpa avendolo investito lui causando il coma e la dipendenza da farmaci, inizia a soffrire di sonnabilusmo, durante il quale Julie ascolta la sua confessione riferendo tutto a Mike, che confrontandosi con Orson si fa rivelare che lo aveva investito perché lo poteva collegare alla morte di Monique, che era stata uccisa dalla madre di Orson, Gloria, infatti lui voleva solo coprire sua madre. Mike lo perdonerà, poi Susan darà alla luce il loro bambino, Maynard James (M.J.).

### Quinta stagione
In un flashforward di cinque anni si scopre che lui e Susan hanno divorziato dopo alcuni problemi causati da un incidente automobilistico che ha causato la morte di una donna con la sua bambina con Susan al volante dell'auto, le quali che si scoprono essere moglie e figlia del nuovo marito di Edie, Dave Williams. Durante questa stagione Mike avrà una relazione con Katherine Mayfair, che si concluderà nell'ultimo episodio, quando, aspettando l'aereo con lei per andare a Las Vegas a sposarsi, scopre che Dave vuole uccidere Susan e il loro figlio, così corre da loro lasciando Katherine da sola in aeroporto.
Mike arriva in tempo, travolgendo Dave con la sua auto, e dopo aver riabbracciato Susan e suo figlio MJ, dà un appassionato bacio alla sua ex moglie.

### Sesta stagione
All'inizio della sesta stagione, scopriamo subito che la donna che lui sposa è Susan. Per molto tempo Katherine darà il tormento a lui e alla famiglia non avendo accettato che Mike l'abbia lasciata per Susan, il tutto sfocia nella follia fino a quando Katherine non viene internata in una clinica. Susan scopre che Mike ha enormi debiti perché non si è fatto pagare dai clienti con problemi economici. L'uomo chiede un grosso prestito a Carlos, ma neanche questo riuscirà a sanare la grave situazione in cui versano i Delfino, che sono così costretti ad optare per una scelta drastica: affittare la casa, il nuovo affittuario è Paul Young. 

### Settima stagione
Susan e Mike vanno a vivere insieme a MJ in un modesto motel, Mike dopo aver scoperto che Susan lavorava in un sito dove si esibiva in camicia da notte pur di racimolare i soldi per far fronte ai debiti, accetta un lavoro fuori città che lo terrà lontano per molti mesi, dato l'ottimo salario che riceverà. Si vedrà costretto a tornare dalla famiglia prima del previsto dato che Susan starà male avendo bisogno di un trapianto di rene, inoltre Zach finirà col sperperare tutti i suoi soldi nell'alcool e nella droga, quindi Paul e Mike lo rinchiudono in un centro per tossicodipendenti. Susan riceverà il rene da Beth, la moglie di Paul, la quale si sparerà alla testa, successivamente, Paul viene arrestato, ma non prima che ceda la casa a Mike e Susan, che ora possono rientrarvi insieme al figlio.

### Ottava stagione
Nel quartiere fa il suo arrivo un nuovo vicino, Ben Faulkner, un architetto che propone a Mike un lavoro, purtroppo Ben si ritrova pieno di debiti e decide di rivolgersi a uno strozzino nonostante Mike glielo sconsigli. La ragazza di Ben, Renée, paga il debito, ma lo strozzino inizia a perseguitarla, Mike lo prende a pugni e lo fa allontanare, successivamente l'uomo si ripresenta nel quartiere e spara a Mike uccidendolo di fronte agli occhi di Susan.

## Apparizioni successive
Nell'episodio successivo alla morte di Mike, viene celebrato il suo funerale al quale prendono parte la famiglia, gli amici e i vicini, a dimostrazione di come Mike fosse ben voluto da tutti, inoltre Susan, Lynette e Gabrielle, pensano a dei ricordi passati con lui: Gabrielle ripensa a quando Mike andò a trovare suo marito Carlos nel centro di recupero per alcolisti visto che anche Mike ebbe la stessa esperienza, Gabrielle si sentì a disagio per via del fatto che Carlos stava meglio in compagnia di Mike piuttosto che con la sua, ma Mike le fece capire che Carlos provava inadeguatezza per via della moglie a causa del fatto che sentiva di non poterla accontentare come aveva sempre fatto finora.
Lynette pensa a quando lei e suo marito Tom si sono separati e Mike lo aiutò a portare via la sua roba da casa, Lynette disse a Mike che era giusto che lei e Tom si allontanassero, ma Mike la contraddisse dicendo che era una pessima idea perché la lontananza non fa altro che aumentare la distanza emotiva fra due persone e non il contrario, rimproverando se stesso per aver divorziato da Susan la prima volta, e consigliando a Lynette di combattere per il suo matrimonio.
Susan ripensa al loro primo matrimonio, alla loro prima notte da sposati, poi ripensa a quando Mike stipulò una polizza sulla vita; infine ricorda un giorno in cui lei, Mike e M.J. andarono a mangiare in un fast food e M.J. chiese ai genitori come fosse il paradiso, e Mike rispose che per lui il paradiso è stare insieme al figlio e alla moglie.
Nell'ultimo episodio, quando Susan e i suoi figli lasciano per sempre Wisteria Lane, si vedono alcune delle persone morte nel corso della serie, prima tra tutte Mike, come per dire che veglierà sempre sulla sua famiglia.